# Da Hofa
Da Hofa (hochdeutsch „Der Hofer“) ist ein Song des österreichischen Liedermachers Wolfgang Ambros, mit dem dieser 1971 bekannt wurde.

## Hintergrund
Der Text zum Lied ist von Joesi Prokopetz im Wienerischen geschrieben. Das Lied erschien 1971 als Single auf dem Label Atom und 1972 auf der LP Alles andere zählt net mehr... bei Amadeo. Da Hofa polarisierte damals das Land und gilt heute als richtungsweisend für die Entwicklung der österreichischen Popularmusik. Da Hofa wurde im Jahr 2020 vom Popkulturmagazin The Gap im Rahmen des AustroTOP-Rankings auf Platz 3 der „100 wichtigsten österreichischen Popsongs“ gewählt.
Der Song handelt von der Auffindung eines unbekannten Toten. Das Lied beschreibt, wie das Entsetzen der Menschen alsbald in wilde Lynchstimmung umschlägt. Im Zentrum steht dabei der Satz: Da Hofa woa’s, vom Zwanzgahaus, der schaut ma so vadächtig aus. (Der Hofer war’s, vom Zwanzigerhaus, der sieht mir so verdächtig aus.) Zum Schluss stellt sich allerdings heraus, dass da Hofa nicht der Mörder, sondern vielmehr das Opfer des Verbrechens ist: […] tat die Hausmasterin net sei, die sogt: „Wos isn meine Herrn? Tans ma doch den Hausfrieden ned stean! Denn eines weiß ich gaunz gewiss: Dass die Leich da Hofa is“ ([…] wäre die Hausmeisterin nicht, die sagt: „Was ist denn meine Herren? Stören sie mir doch nicht den Hausfrieden! Denn eines weiß ich ganz gewiss: Dass die Leiche der Hofer ist“).
Der Song ist ein hintersinnig-kritischer Kommentar auf das angebliche „goldene Wienerherz“ in der Tradition von Ödön von Horváths Theaterstück Geschichten aus dem Wiener Wald. Bedeutsam ist das Lied insbesondere als eines der grundlegenden Werke des Austropop.
Eine englischsprachige Version des Liedes wurde unter dem Titel Jones from Nr. 3 veröffentlicht. Diese Version wurde nicht von Ambros interpretiert, sondern von Stuart Matthews. Das österreichische Musiklabel Atom veröffentlichte sie als Single mit der B-Seite The Lurking Raper (englischsprachige Version von Ambros’ Lied Sexualvarbrecha). Jones from Nr. 3 erschien 1999 auf der Ambros-Kompilation Raritäten auf CD.
In dem 1984 erschienenen Roman Rohstoff des Schriftstellers Jörg Fauser erfährt der Song eine Erwähnung auf Seite 211, als der Protagonist Harry Gelb, ein erfolgloser Schriftsteller und Aushilfsnachtwächter, eine Reise nach Wien unternimmt, dort eine Freundin besucht und in das Kaffeehaus-Milieu rund um das Café Hawelka eintaucht.
2021 kam das Lied Aktenzeichen 71/21, die Fortsetzung zum Lied „Da Hofa“, heraus. Die Musik und der Text sind von: Wolfgang Ambros und Joesi Prokopetz.
In dem Film „Sturm am Manaslu“ von Reinhold Messner aus dem Jahr 2022 wird erzählt, dass das Lied eine besondere Rolle für die Expeditionsteilnehmer von 1972 gespielt hat. Es läuft im Abspann. 